# بحيرة دون خوان
بحيرة دون خوان هي بحيرة ضحلة وصغيرة في الجانب الغربي رايت فلاير من أرض فيكتوريا في القارة القطبية الجنوبية، تمتد 9 كيلو مترات غرب بحيرة فاندا، تتوفر على نسبة ملوحة أكثر من 40%، اكتُشفت البحيرة في 1961، ودون خوان خو اسم طيار مروحية وملازم أول.